# بورصة فرانكفورت

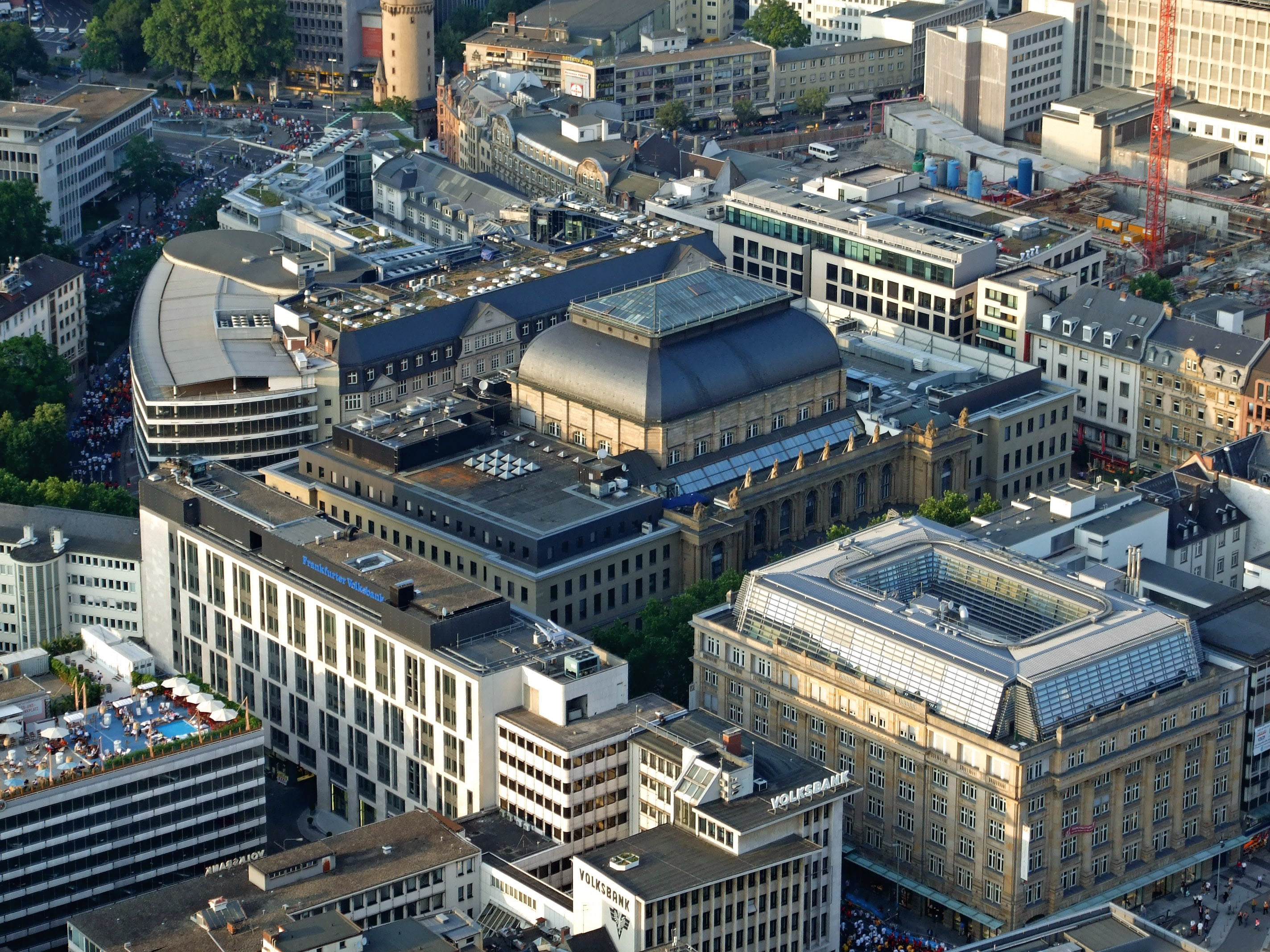
بورصة فرانكفورت (2007)

بورصة فرانكفورت بورصة تقع في مدينة فرانكفورت بألمانيا.
تعتبر أحد أكبر وأكفأ أسواق أوراق مالية في العالم. تملكها وتشغلها البورصة الألمانية. وهي أكبر الأسواق الألمانية ولها حصة كبيرة في السوق الأوروبية.

## التاريخ
تأسست بورصة فرانكفورت سنة 1820 بفضل جهود يوهان جاكوب بيتمان (1717-1792) الرامية لتطوير السوق المالية لفرانكفورت وذلك بتأسيس بنك يحمل إسمه.
كما البورصات الألمانية تأثرت بورصة فرانكفورت بانهيار 13 ماي 1927 أو ما سمي (بالجمعة السوداء) حيث انهار المؤشر مؤشر بورصة برلين إلى %31.9 في يوم واحد (من 204 نقطة إلى 139 نقطة).